# Couples and Robbers
Couples and Robbers és un curtmetratge de comèdia britànic del 1981 dirigit per Clare Peploe.

## Argument
Wendy Anne MacDonald i Morris David Boys es casen. Durant el casament, l'anell de noces de Wendy cau a terra i continua desaparegut, un primer contratemps per al casament. Després del casament, tots els convidats s'acomiaden, i un parell de convidats els regalen dos entrades per a l'òpera, i la Wendy i en Morris acaben sols. Com que la Wendy es nega a anar amb la seva mare encara, les dues passen el dia a la ciutat i mengen un gelat. Finalment s'aturen davant d'una magnífica vila habitada per Walter i Julian. Un és advocat i acaba de rebre una perruca. La parella es queda una bona estona davant de la vil·la i mira el que passa a la casa. Finalment, Morris descobreix un cotxe davant de la vila que està desbloquejat. A més, falten les claus i la Wendy i en Morris simplement roben el cotxe. Condueixen i finalment s'aturen en un petit hotel per passar la nit. Aquí pensen en tot el que necessiten per al seu matrimoni i creen una llarga llista d'electrònica que mai no es podrien permetre. L'endemà, en Julian i en Walter s'adonen que els han robat el cotxe i estan a punt de trucar a la policia quan el cotxe torna de sobte al seu lloc habitual. La Wendy i en Morris els deixen una carta agraint-los haver agafat el cotxe en préstec perquè va fer possible la seva lluna de mel. Com a agraïment, tots dos inclouen les entrades de l'òpera que els van donar. Quan Walter i Julian tornen a casa de l'òpera, tot l'apartament ha estat robat. S'adonen que han estat enganyats i truquen a la policia. Un dels dos policies que elabora una llista dels objectes robats és Morris.

## Producció
Couples and Robbers va suposar el debut com a directora de Clare Peplo, que abans havia treballat com a ajudant de direcció. També va escriure el guió de la pel·lícula. Els decorats de la pel·lícula són de Louise Stjemsward. Couples and Robbers es va projectar el 7 d'octubre de 1981 com a part del Festival de Cinema de Nova York. A Gran Bretanya, la pel·lícula es va projectar als cinemes des del setembre de 1982 com a pel·lícula de suport a Blade Runner. Couples and Robbers va ser el debut cinematogràfic de l'actor Richard Bremmer.

## Repartiment
- Frances Low: Wendy Anne MacDonald
- Rik Mayall: Morris David Boyd
- Peter Eyre: Walter
- Frank Grimes: Julian Miller
- Katherine Best: dona amb ombra d'ulls verda
- Richard Bremmer: oficial de policia
- Richenda Carey: Registrador
- Chrissie Cotterill: June
- Enn Reitel: Keith

## Premis
Couples and Robbers va ser nominat a un Premi Oscar a la categoria Millor curtmetratge el 1982. El mateix any, va rebre una nominació al BAFTA al Millor curtmetratge.